# Tempo (jeu vidéo)
Cet article concerne le jeu vidéo. Pour la série de jeux vidéo, voir Tempo (série de jeux vidéo). Pour les autres articles homonymes, voir Tempo (homonymie).
Tempo est un jeu vidéo de plates-formes sorti en 1995 sur 32X. Le jeu a été développé et édité par Sega. Il a connu une suite sur Game Gear portant le nom de Tempo Jr. et une autre sur Saturn du nom de Super Tempo.